# È sempre mezzogiorno!
È sempre mezzogiorno! è un programma televisivo italiano di genere talk show, culinario, varietà e game show, in onda su Rai 1 dal 28 settembre 2020, dal lunedì al venerdì dalle ore 11:55 alle 13:30, con la conduzione di Antonella Clerici, dallo studio 2000 del Centro di produzione Rai di via Mecenate a Milano.

## Storia
Dopo la cancellazione de La prova del cuoco a seguito di un calo di ascolti (o "evidente emorragia", come ha dichiarato il direttore di Rai 1 Stefano Coletta), il 16 luglio 2020 è stato presentato il nuovo programma intitolato È sempre mezzogiorno, in onda dal 28 settembre dello stesso anno, dal lunedì al venerdì dalle ore 11:55 alle 13:30. La sigla omonima del programma è stata composta dal maestro Andrea Casamento e cantata dalla conduttrice.
Per la prima volta nella storia del programma dal 25 novembre 2024 fino al termine delle festività natalizie viene usata come sigla di chiusura È sempre Natale, scritta da Dimitri Tollini con l'arrangiamento del maestro Andrea Casamento mentre come sigla iniziale e per le pause pubblicitarie la sigla principale viene riarrangiata in chiave natalizia. Inoltre tutte le ricette sono accompagnate in sottofondo da versioni strumentali di canzoni natalizie.

## Il programma
Durante il programma gli ospiti e il cast in studio cucinano alcune ricette tipiche delle loro terre, raccontandone tutti i segreti e i dettagli, spiegandone talvolta i vantaggi e gli svantaggi e spesso raccontando anche aneddoti personali. Il cast è composto da persone di varia provenienza e anche di diversa specializzazione, quindi si assiste a una grande varietà di piatti cucinati, passando ad esempio da primi a secondi o a panificati di varie regioni o provenienze. In periodo di COVID-19, si teneva anche una rubrica extra di qualche minuto in collegamento video con la dottoressa Sara Caponigro, alla quale veniva posta una domanda (relativa a norme da seguire o talvolta a fake news che trapelano in internet) su come tutelarsi dal virus, alla quale lei rispondeva in modo scientifico e medico.
Inoltre, il programma vuole essere una sorta di "salotto" in cui si cucina, per cui si gioca con il pubblico a casa, sempre a tema cucina. All'interno del programma sono presenti cinque giochi telefonici
- I cinque indizi: durante il corso della puntata vengono dati cinque indizi riferiti a qualcosa, a fine puntata un concorrente chiama e deve indovinare la cosa in questione, di solito riferita al mondo culinario.
- La mucca Lola: c'è un tavolo a forma di mucca con cinque barattoli. Il concorrente deve indovinare quale di questi barattoli contiene la canzone "la mucca Lola" e non il verso dell'animale.
- Il bonsai: il concorrente deve indovinare esattamente quante foglie ha un bonsai presente in studio. A volte il bonsai viene sostituito da un pino (bisognerà indovinare il numero di aghi) o da altri vegetali. Il gioco riprende lo storico gioco del ''barattolo dei fagioli'' della trasmissione Pronto, Raffaella?, andato in onda nel 1983.
- Pentola o dispensa: il concorrente deve dire in un minuto se alcuni ingredienti che vengono detti sono necessari (pentola) o meno (dispensa) per una ricetta indicata da Antonella e da Daniele Persegani.
- Scrosta e vinci: il concorrente deve indovinare sotto quali delle 6 pentole incrostate si trova il logo della trasmissione. Alfio Bottaro si occupa di scrostarle e vedere se il concorrente ha indovinato o meno.
- Il gioco del cassetto/cassaforte: il concorrente deve indovinare quale oggetto a tema culinario si nasconde in un cassetto o cassaforte, avendo a volte a disposizione il rumore che esso fa. A partire dalla seconda stagione, all'interno del cassetto si trova anche una ricetta cucinata nelle edizioni precedenti o in quella attuale, che i concorrenti devono indovinare tramite gli ingredienti che man mano la Clerici svela nel corso delle telefonate.
- Il gioco della macchinetta del caffè: ci sono 5 macchinette del caffè, il concorrente deve indovinare da quale macchinetta esce il caffè e non l'acqua calda. Questo gioco è sponsorizzato da ''caffè Borbone'', che mette a disposizione un buono di € 300 spendibili sul proprio store online. Inoltre è talvolta presente un gioco in cui, in un determinato lasso di tempo, bisogna elencare cibi con una determinata lettera.

Tutti i giochi qui elencati sono sponsorizzati da varie aziende. Pentola o dispensa, Il bonsai e I 5 indizi sono tutti sponsorizzati da MD: i concorrenti che vincono questi giochi ricevono una somma di denaro in buoni spesa spendibili in questa catena di discount, di cui la Clerici è testimonial. Lo Scrosta e vinci è sponsorizzato dalla Ballarini: la vincita consiste in una batteria di pentole completa di tale azienda. Il gioco del cassetto, invece, è sponsorizzato da Chateau d'Ax, che offre la possibilità di vincere una cucina completa del valore di 10000 €.
Nello studio è presente l'Albero magico, un albero parlante il quale, durante i giochi del Bonsai e del Cassetto, oltre che al termine dei cinque indizi, afferma se le risposte sono giuste oppure sbagliate.
Nella terza edizione il programma viene abbinato alla Lotteria Italia.
Dalla quinta edizione vengono rinnovati grafiche, parte dello studio, viene leggermente modificata la voce dell'Albero magico il quale ora parla anche durante le ricette e vengono introdotti i commenti social e nuovi giochi.

## Edizioni
| Edizione | Anno      | Conduzione        | Periodo           | Periodo        | Puntate    | Puntate  | Regia                   | Studio                                                           |
| Edizione | Anno      | Conduzione        | Inizio            | Fine           | Puntate    | Puntate  | Regia                   | Studio                                                           |
| Edizione | Anno      | Conduzione        | Inizio            | Fine           | Quotidiane | Speciali | Regia                   | Studio                                                           |
| -------- | --------- | ----------------- | ----------------- | -------------- | ---------- | -------- | ----------------------- | ---------------------------------------------------------------- |
| 1ª       | 2020-2021 | Antonella Clerici | 28 settembre 2020 | 25 giugno 2021 | 190        | –        | Fabrizio Guttuso Alaimo | Studio 2000 del Centro di produzione Rai di via Mecenate, Milano |
| 2ª       | 2021-2022 | Antonella Clerici | 13 settembre 2021 | 3 giugno 2022  | 186        | –        | Fabrizio Guttuso Alaimo | Studio 2000 del Centro di produzione Rai di via Mecenate, Milano |
| 3ª       | 2022-2023 | Antonella Clerici | 12 settembre 2022 | 9 giugno 2023  | 187        | –        | Fabrizio Guttuso Alaimo | Studio 2000 del Centro di produzione Rai di via Mecenate, Milano |
| 4ª       | 2023-2024 | Antonella Clerici | 11 settembre 2023 | 31 maggio 2024 | 179        | –        | Laura Ferraresi         | Studio 2000 del Centro di produzione Rai di via Mecenate, Milano |
| 5ª       | 2024-2025 | Antonella Clerici | 9 settembre 2024  | 30 maggio 2025 | 175        | 1        | Laura Ferraresi         | Studio 2000 del Centro di produzione Rai di via Mecenate, Milano |

## Cast fisso
- Alfio Bottaro, "Il fattore"
- Fulvio Marino, "Il panificatore"
- Evelina Flachi, "La curatrice del benessere"
- Lorenzo Biagiarelli, "Il signore degli aneddoti" (presente fino al 12 gennaio 2024)
- Anna e Amelia, "Le due nonne" (presenti fino al 6 novembre 2020)
- Daniele Persegani, "Il prof" (nel cast fisso dalla quarta edizione)
- Cristina Lunardini, "La zia" (nel cast fisso fino alla terza edizione)

## Cuochi ed esperti
- Cristina Lunardini, "La zia Cri"
- Sara Caponigro, "Il medico in famiglia"
- Federico Fusca
- Antonio Paolino
- Francesca Marsetti
- Mauro e Mattia Improta
- Sergio Barzetti
- Natalia Cattelani
- Luca Montersino
- Sara Brancaccio
- Andrea Amadei
- Daniele Persegani
- Sal De Riso
- Alessandro Billi
- Filippo Billi
- Antonella Ricci
- Angela Frenda
- Caterina Ceraudo
- Gian Piero Fava
- Barbara De Nigris
- Hiro Shoda
- Ivano Ricchebono
- Michele Farru
- Enrico Croatti
- Massimiliano Max Scotti
- Simone Buzzi
- Marco Bianchi
- Chloe Facchini
- Fabrizio Bollini
- Carmine D'Elia
- Roberto Di Pinto
- Matteo Fiocco "Matt the Farmer"
- Mourad Dakir
- Roberto Valbuzzi
- Fabio Podenzano
- Fabrizio Nonis
- Hujian Zhou
- Jacopo e Matteo Robelli
- Eleonora Matarrese
- Federico Quaranta
- Damiano Carrara
- Giusina Battaglia
- Andrea Mainardi
- Salvatore Giuliano
- Alessandra Spisni
- Dada Rener

## Inviati
- Lorenzo Branchetti (2022)

## Spin off e puntate speciali
Per la prima volta il 23 dicembre 2024, per celebrare l'apertura dell'anno santo 2025 come confermato dalla stessa conduttrice in data 10 dicembre, il programma è andato in onda in prima serata con il titolo La cena di Natale, con tanti ospiti, musica, spettacoli e ricette.
Tra gli ospiti oltre agli chef più amati figurano: Stefano De Martino, Alberto Angela, Gianni Morandi, Francesca Fagnani, Paola Iezzi, Katia Follesa, i finalisti della terza edizione di The Voice Kids, Nek, Enzo Miccio, Al Bano, Massimo Bottura, Carlo Conti con i 30 artisti partecipanti al 75º Festival di Sanremo, Alessandro Siani e Matthew Lee.
Come confermato dalla stessa conduttrice il 16 dicembre, il programma non ha coinvolto solo lo studio del programma ma anche quello di The Voice Kids.

## Premi e riconoscimenti
- 2022: Bubino d'Oro come Programma daytime dell'anno[10]